# Восточносицилийские походы Дионисия Старшего
Восточносицилийские походы 403—399 до н. э. — кампании сиракузского тирана Дионисия Старшего против халкидских городов и сикулов на востоке Сицилии, положившие начало созданию его Сицилийской державы. События этих кампаний описаны в XIV книге «Исторической библиотеки» Диодора Сицилийского.
Подавив антитираническое восстание в Сиракузах, Дионисий вернулся к политике экспансии в Восточной Сицилии и, начиная с 403 года до н. э., провел серию военных и дипломатических акций с целью подчинения соседних халкидских городов (Наксоса, Катаны и Леонтин) и установления союзных отношений с сикульскими общинами.
Прежде всего тиран направился к Этне, где обосновались сиракузские изгнанники, и захватил этот город, после чего подошел к Леонтинам и разбил лагерь на берегу реки Ферии. Требование сдачи леонтинцы отклонили, а предпринять осаду, не имея машин, тиран не мог и ограничился опустошением сельской округи. Оттуда он выступил против сикулов, изображая намерение обезопасить от их угрозы Катану и Наксос. Подойдя к Энне, Дионисий убедил влиятельного горожанина Аимнеста установить тиранию, в чём обещал свою помощь. Аимнесту удалось захватить власть, но когда он отказался впустить в город сиракузские войска, Дионисий призвал жителей свергнуть тиранию. Эннийцы с оружием устремились на рыночную площадь, сиракузский тиран с отборным отрядом вошел в оставшийся без охраны город, схватил Аимнеста и передал его горожанам, чтобы завоевать доверие сикулов.
Затем Дионисий предпринял безуспешную осаду Гербиты, заключил мир с жителями и обратился против Катаны. Город был захвачен благодаря измене: стратег Аркесилай ночью впустил в крепость сиракузские войска. Граждане были разоружены, а в городе поставлен сильный гарнизон. Наксосский стратег Прокл также сдал свой город, получив за предательство крупную сумму; сам Наксос тиран отдал своим войскам на разграбление, разрушил его стены, а жителей продал в рабство. Жителей Катаны он увел в Сиракузы, где также продал как рабов. Наксос был передан соседним сикулам, а Катану Дионисий отдал для поселения кампанским наёмникам.
После этого тиран снова осадил Леонтины. Горожане, автономия которых была утверждена Карфагенским миром 405 до н. э., устрашенные судьбой населения Катаны и Наксоса, приняли его условия и были переселены в Сиракузы, где получили права гражданства. Л. М. Льюис полагает, что Дионисий считал население Леонтин, в значительной степени состоявшее из переселенцев из дорийских Гелы и Камарины, более подходящим для ассимиляции, чем ионийцев Катаны и Наксоса.
Проводя кампании исключительно силами своих наёмников, Дионисий самовластно распоряжался на завоеванных территориях, ставших его личной собственностью, так Диодор под 400 годом до н. э. сообщает об основании у подножия Этны новой колонии, получившей название Адран.
Обеспокоенные усилением Сиракуз, жители Регия вместе с сиракузскими изгнанниками решили действовать против тирана, пока его силы не слишком возросли. Регийцы выступили с шестью тысячами пехоты, шестьюстами всадниками и пятьюдесятью триремами. Переправившись на Сицилию, они побудили мессанцев вступить в войну и городские стратеги без одобрения народного собрания выставили четыре тысячи пехотинцев, четыреста всадников и тридцать трирем. Поход закончился неудачей, так как в соединённом войске, еще не достигшем мессанской границы, начались разногласия, инициированные мессанцем Лаомедоном, выступившим против войны с Дионисием, который до тех пор не проявлял враждебности к его городу. Мессанские воины покинули своих стратегов под предлогом того, что поход не был санкционирован, и регийцы, сил которых было недостаточно, вернулись в Италию. Дионисий, выступивший с войском к границе, узнав об отступлении противника, вернулся в Сиракузы, где принял мессанских и регийских послов, с которыми заключил мир, так как в это время уже начал подготовку ко Второй Карфагенской войне и желал иметь обеспеченный тыл.

## Комментарии
1. ↑  Полиен пишет, что Дионисий подошел к городу с семитысячным войском, горожане, обнаружившие измену, пытались оказать сопротивление, но тиран пригрозил им смертью. Одновременно в гавань Наксоса вошла Дионисова пентеконтера с флейтистами и командирами гребцов на борту. Командиры призывали сиракузские триремы и наксосцы, обманутые этой хитростью и вообразившие, что в гавань войдет столько же военных кораблей, сколько было командиров, сдались (Полиен. V. 2. 5)
2. ↑  Которым, возможно, эти разногласия и были инспирированы (Фроллв, с. 370)